# Apriès
Apriès, est un pharaon de la XXVIe dynastie, il règne de -589 à -570.

## Règne
En -588, Apriès reprend la lutte contre Nabuchodonosor II qui s’est emparé de Jérusalem (troisième déportation des juifs à Babylone). Il s’empare de Gaza et soutient Tyr et Sidon dans leur résistance aux Babyloniens.
Il ne peut contrer la prise de Jérusalem et la destruction du royaume de Juda par les Babyloniens. Appelé à l'aide par le roi libyen Adicran, il met à l'écart ses mercenaires grecs et envoie un corps expéditionnaire exclusivement composé d'Égyptiens. Ceux-ci sont massacrés par les Grecs de Cyrène. L'événement provoque une réaction nationaliste et un coup d'État militaire à la suite duquel il finit ses jours en captivité à Saïs, avant que son vainqueur Ahmôsis II l'abandonne aux Égyptiens qui l'étranglèrent (Hérodote, Livre I, CLXIX).
Grand constructeur, outre des obélisques érigés à Saïs pour le temple de Neith on lui doit également un palais dans la grande enceinte nord de Memphis. Les colonnes qui affleurent au-dessus du site portent encore sa titulature.
Il intervint également à Héliopolis et on lui connaît de nombreuses représentations de diverses tailles dont un sphinx colossal repêché au large du fort Qait Bay à Alexandrie.